# Ресинос, Карлос Умберто
Ка́рлос Умбе́рто Реси́нос О́ртис (исп. Carlos Humberto Recinos Ortiz; род. 30 июня 1950, Сан-Сальвадор) — сальвадорский футболист и футбольный тренер, играл на позиции защитника; участник чемпионата мира 1982 года.

## Биография

### Клубная карьера
Ресинос большую часть своей футбольной карьеры играл за ФАС, в составе которого выиграл три чемпионских титула, а в 1979 году был выигран Кубок чемпионов КОНКАКАФ, который стал для него единственным международным трофеем. После 15 лет в составе «тигров», Ресинос играл по одному сезону за УЭС и «Альянсу», в которой завершил карьеру игрока.

### Карьера в сборной
В составе сборной Сальвадора Ривас принимал участие на чемпионате мира 1982 года, на котором сыграл во всех трёх матчах группового этапа, которые завершились поражениями сборной и вылетом их с турнира. Всего за сборную Сальвадора сыграл 37 матчей, в которых не забил ни одного мяча.

### Карьера тренера
Ресинос работал главным тренером нескольких сальвадорских клубов, среди которых были «Онсе Мунисипаль» (1993—1995), «Онсе Лобос» (2004—2005) и ФАС (2012—2013).
Помимо этого, в период с 2000 по 2002 год он работал главным тренером сборной Сальвадора, с которой дошёл до 1/4 финала на Золотом кубке КОНКАКАФ 2002 года.

## Достижения
ФАС
- Чемпион Сальвадора (3) : 1977, 1978, 1981
- Победитель Лиги чемпионов КОНКАКАФ (1) : 1979